# Dadieso

Dadieso är en ort i sydvästra Ghana, nära gränsen till Elfenbenskusten. Den är huvudort för distriktet Suaman, och folkmängden uppgick till 7 987 invånare vid folkräkningen 2010.